# Diphasia bipinnata
Diphasia bipinnata är en nässeldjursart som beskrevs av George James Allman 1886. Diphasia bipinnata ingår i släktet Diphasia och familjen Sertulariidae. Inga underarter finns listade i Catalogue of Life.